# Vilém starší Chobotský z Ostředka
Vilém "starší" Chobotský z Ostředka († 6. ledna 1594) byl český šlechtic z rodu Chobotských z Ostředka.
Byl synem rytíře Mikuláše Chobotského z Ostředka a Kateřiny ze Štítného. Asi od roku 1573 vlastnil Chotýšany, které předtím vlastnil jeho otec. V roce 1578 přikoupil ves Bořeňovice a v roce 1592 přikoupil ještě ves Býkovice s pustou vsí Slotějovem.
Jeho manželkou byla Dorota z Olbramovic s níž měl několik synů. Synové Adam, Adam (2), Mikuláš a Wilem zemřeli v mládí. Jediný syn Jan, řečený mladší, který přežil otce zdědil Chotýšany. Vilém je pohřben v kostele v Chotýšanech i se svými čtyřmi syny, v němž se dochoval jeho náhrobek. Na něm je ve staročeštině napsáno: Leta 1594 w čtwrtek den tržj kraluow umrzel w Panu urozený a statecžný rytjrž pan Wilem starssý Chobotský z Wostržedka a na Choteyssanech, a wedle nieho čžtyry synowe, prwnj Adam, 2. Adam, Mikulaš, Wilem w tomto mistie kolaturže tiela gegich odpocjwagj.